# Crossodactylus caramaschii
Crossodactylus caramaschii är en groddjursart som beskrevs av Bastos och Pombal 1995. Crossodactylus caramaschii ingår i släktet Crossodactylus och familjen Hylodidae. IUCN kategoriserar arten globalt som livskraftig. Inga underarter finns listade i Catalogue of Life.